# Église Saint-Étienne des Cassés
L'église Saint-Étienne des Cassés est une église située en France sur la commune des Cassés, dans le département de l'Aude en région Occitanie.
L'Élévation et la voûte de la chapelle Nord ont été inscrits au titre des monuments historiques en 1948.

## Description

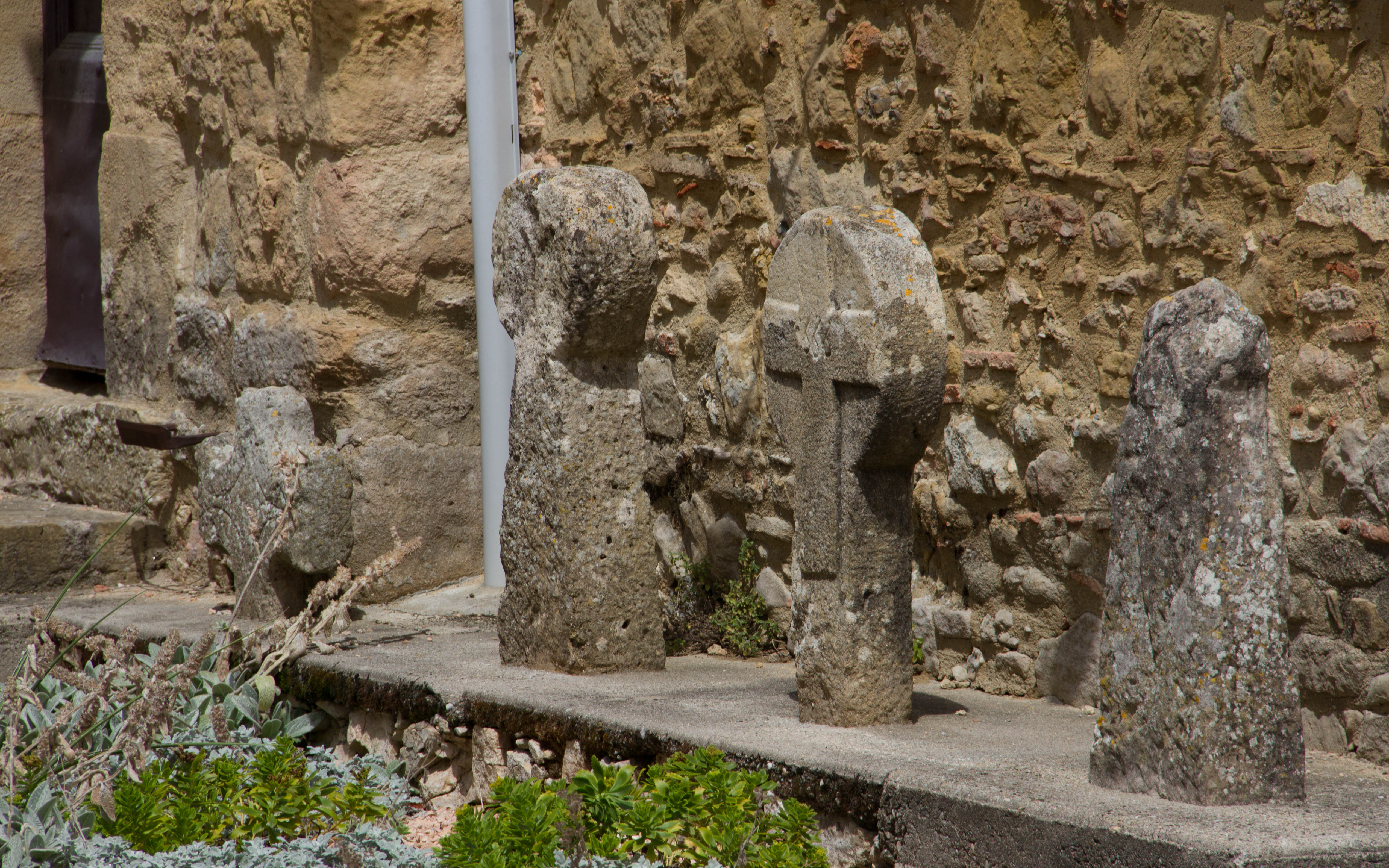
Stèle ramenée près de l'église.
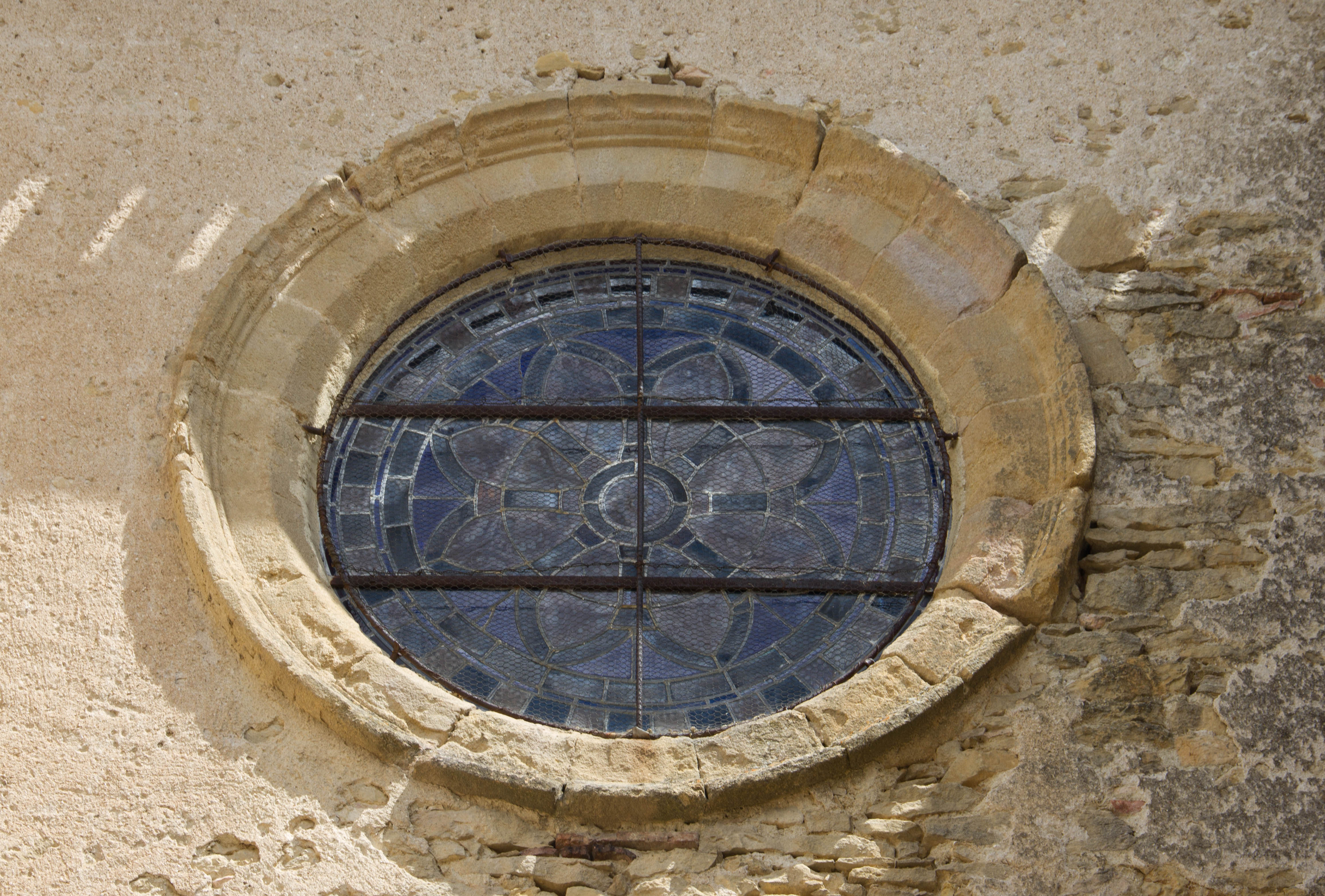
Vitrail
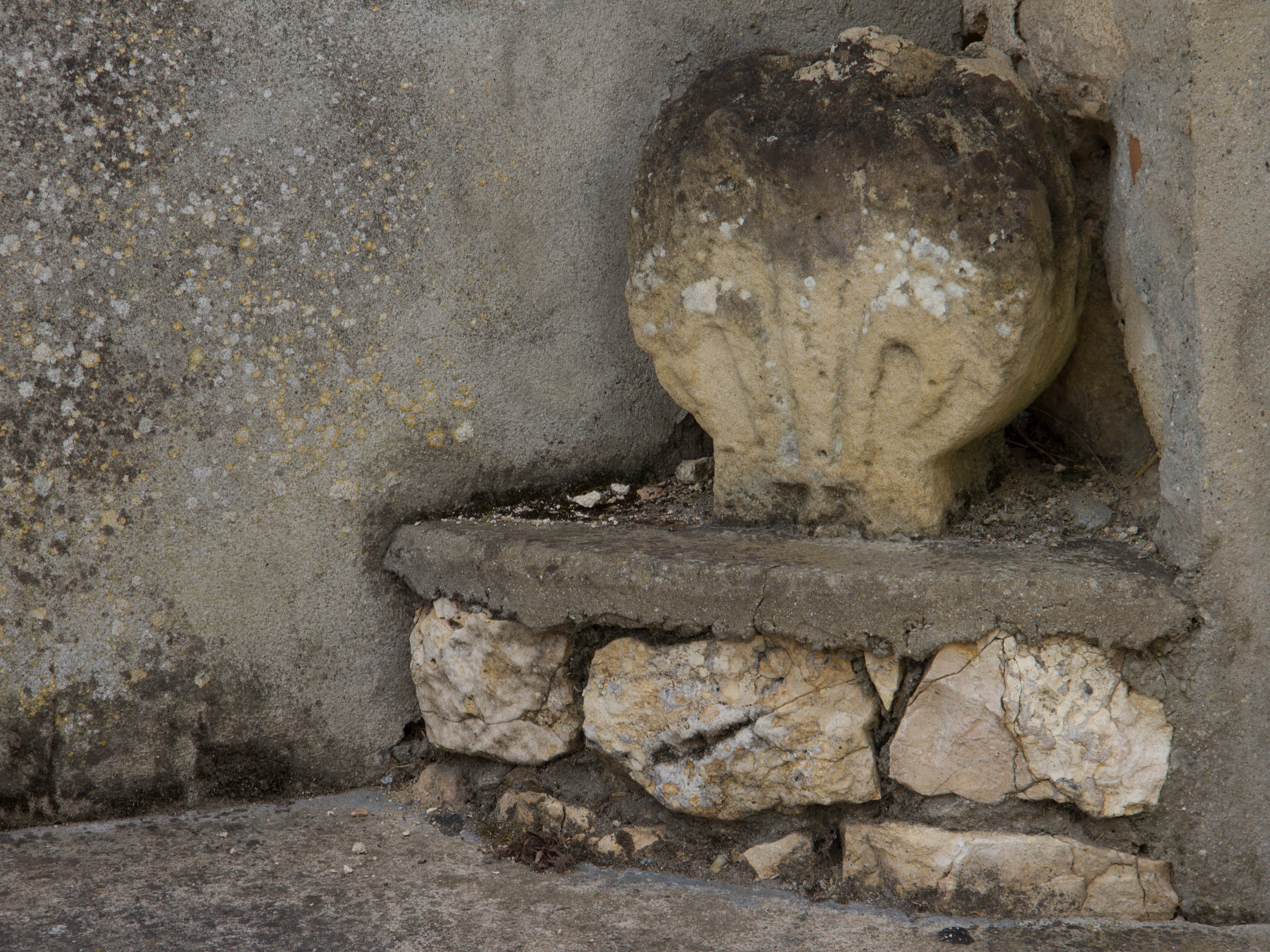

## Localisation
L'église est située sur la commune des Cassés, dans le département français de l'Aude.